# Роб Ріґґл
Ро́берт А́ллен «Роб» Ріґґл-молодший (англ. Robert Allen 'Rob' Riggle, Jr.; нар. 21 квітня 1970, Луїсвілл, Кентуккі, США) — американський актор і комік, відомий за телевізійними програмами «Щоденне шоу з Тревором Ноа» та «Суботнього вечора в прямому ефірі», а також яскравими ролями другого плану в популярних фільмах: «Штовхач: живи на повну, продавай на повну» (англ. The Goods: Live Hard, Sell Hard), «Похмілля у Вегасі», «Копи на підхваті», «Мачо і ботан», «Тупий та ще тупіший 2».

## Біографія
Роберт Ріґґл народився 21 квітня 1970 року в Луїсвіллі, штат Кентуккі, в родині Роберта Аллена Ріґґла старшого та його дружини Сандри (до шлюбу Шраут, англ. Shrout). Батьки Роберта-молодшого працювали у страховому бізнесі.
Закінчив Канзаський університет (1992), де отримав ступінь бакалавра театрального та кінематографічного мистецтва. Служив у Корпусі морської піхоти США в Ліберії, Косові та Афганістані, звідки звільнився у військовому званні підполковника. Здобув ступінь магістра з державного управління у Вебстерському ініверситеті (Міссурі). 
Роб Ріґґл мав намір навчатися на військового льотчика, проте вирішив зробити кар'єру комедіанта. Він отримав кілька ролей у популярному телешоу «Суботнього вечора в прямому ефірі» у сезоні 2004–2005 років, наступного року знімався в «Щоденному шоу».
Протягом 2000–2010-х років, незважаючи на відсутність головних ролей, Ріґґл знявся у великій кількості телевізійних шоу і серіалів, в кінофільмах та інших проєктах. На кінець 2021 року Роберт Ріґґл виконав близько 130 ролей. Характерний актор, що, як правило, грає агресивних та балакучих персонажів.

## Особисте життя
У квітні 1999 року одружився із дизайнеркою Тіффані Ріґґл (англ. Tiffany Riggle), в родині народилося двоє дітей: дочка Ебігейл (2004) та син Джордж (2008).. Актор подав на розлучення в жовтні 2020 року, звинувативши дружину в стеженні за ним та крадіжці грошей.

## Фільмографія
| Рік       |    | Українська назва                               | Оригінальна назва                                          | Роль                         |
| --------- | -- | ---------------------------------------------- | ---------------------------------------------------------- | ---------------------------- |
| 1998—2000 | с  |                                                | Upright Citizens Brigade                                   | різні персонажі              |
| 1998—2004 | с  | Пізня ніч з Конаном О'Брайеном                 | Late Night with Conan O'Brien                              | різні персонажі              |
| 2003      | ф  |                                                | Pushing Tom                                                | Боб                          |
| 2004      | с  |                                                | Straight Plan for the Gay Man                              | Роб                          |
| 2004      | с  | Шоу Чаппелля                                   | Chappelle's Show                                           |                              |
| 2004      | ф  | Переможені                                     | Blackballed: The Bobby Dukes Story                         | Едді Рейнольдс               |
| 2004      | ф  |                                                | Terrorists                                                 | Борсук                       |
| 2004—2005 | с  | Суботнім вечором в прямому ефірі               | Saturday Night Live                                        | різні ролі                   |
| 2005—2006 | с  | Лав Інкорпорейшн                               | Love, Inc.                                                 | Кертіс                       |
| 2006      | с  | Офіс                                           | The Office                                                 | капітан Джек                 |
| 2006      | с  | Уповільнений розвиток                          | Arrested Development                                       | конгресмен Джон Ван Хьюса    |
| 2006      | ф  | Рікі Боббі: Король дороги                      | Talladega Nights: The Ballad of Ricky Bobby                | Джек Телмонт                 |
| 2006      | ф  | Діти без нагляду                               | Unaccompanied Minors                                       | Хоффман, глава охорони       |
| 2006—2007 | с  |                                                | Campus Ladies                                              | Глен                         |
| 2007      | с  |                                                | Family Values                                              | Тео Гладдінгс                |
| 2007      | ф  |                                                | Wild Girls Gone                                            |                              |
| 2007—2008 | с  | Хулігани                                       | Human Giant                                                | різні ролі                   |
| 2007—2008 | с  |                                                | Bronx World Travelers                                      | тренер                       |
| 2008      | ф  | Зведені брати                                  | Step Brothers                                              | Ренді                        |
| 2009      | ф  | Похмілля у Вегасі                              | The Hangover                                               | офіцер Франклін              |
| 2009      | ф  | Продавець                                      | The Goods: Live Hard, Sell Hard                            | Пітер Селлек                 |
| 2009      | ф  |                                                | May the Best Man Win                                       | Джон Фрімен                  |
| 2009—2010 | с  | Холостяк Гарі                                  | Gary Unmarried                                             | Мітч                         |
| 2010      | ф  | Помста пухнастих                               | Furry Vengeance                                            | Риггс                        |
| 2010      | ф  | Кілери                                         | Killers                                                    | Генрі                        |
| 2010      | ф  | Копи на підхваті                               | The Other Guys                                             | Мартін                       |
| 2010      | ф  | На відстані кохання                            | Going the Distance                                         | Рон                          |
| 2010      | с  | Чак                                            | Chuck                                                      | Джим Рай                     |
| 2010      | с  | Гленн Мартін                                   | Glenn Martin, DDS                                          | Дьюк                         |
| 2010      | ф  |                                                | Team Spitz                                                 | Джефф Спітз                  |
| 2010—2011 | с  | Телеканал «Горі в Аду»                         | Funny or Die Presents                                      | Тютюн / Клей / Кел           |
| 2010—2012 | с  | Шоу Клівленда                                  | The Cleveland Show                                         | Чет Батлер                   |
| 2011      | ф  | У дорозі                                       | High Road                                                  | Джеймс Мелоун-старший        |
| 2011      | ф  |                                                | When Harry Met Sally 2 with Billy Crystal and Helen Mirren | тренер                       |
| 2011      | с  | Студія 30                                      | 30 Rock                                                    | Реджі                        |
| 2011      | ф  |                                                | The Navy Seal Who Killed Osama Bin Laden                   | лейтенант Джон Макклеллан    |
| 2011      | ф  | Ларрі Краун                                    | Larry Crowne                                               | Джек Странг                  |
| 2011      | с  |                                                | Issues                                                     | капітан Чудовий              |
| 2011      | с  | Бридкі американці                              | Ugly Americans                                             | сержант дрілл                |
| 2011      | с  | Децкая лікарня                                 | Childrens Hospital                                         | доктор Брок Страйкер         |
| 2011      | ф  |                                                | Behind the Music Video with Enrique Iglesias               |                              |
| 2011      | с  | Щасливий кінець                                | Happy Endings                                              | Дрю                          |
| 2011      | ф  | Секретна служба Санти: Жартівники проти Паінек | Prep & Landing: Naughty vs. Nice                           | Ноел                         |
| 2011      | ф  | Домашня гра                                    | Home Game                                                  | Джо                          |
| 2011—2013 | с  | Спецназ: Сан-Дієго                             | NTSF:SD:SUV::                                              | Президент ВМФ                |
| 2012      | с  | Сумнівний                                      | Sketchy                                                    |                              |
| 2012      | с  | Вікторія-переможниця                           | Victorious                                                 | проректор Дікерс             |
| 2012      | ф  | Всі люблять китів                              | Big Miracle                                                | Дін Гловак                   |
| 2012      | ф  |                                                | HJ Gloves                                                  |                              |
| 2012      | ф  | Лоракс                                         | The Lorax                                                  | містер О'Харе                |
| 2012      | ф  | Поклик природи                                 | Nature Calls                                               | Джентрі                      |
| 2012      | ф  | Мачо і ботан                                   | 21 Jump Street                                             | містер Уолтерс               |
| 2012      | с  |                                                | World Series of Dating                                     | Дойл Макманус                |
| 2012      | с  | Вілфред                                        | Wilfred                                                    | Кевін Джескуайр              |
| 2012      | ф  | Монстри на канікулах                           | Hotel Transylvania                                         |                              |
| 2012      | с  | Новенька                                       | New Girl                                                   | Великий Шмідт                |
| 2013      | ф  |                                                | The Gabriels                                               | Кен Габріель                 |
| 2013      | с  |                                                | Coogan Auto                                                | Джеррі Куган                 |
| 2013      | ф  | Стажери                                        | The Internship                                             | Ренді                        |
| 2013      | с  | П'яна історія                                  | Drunk History                                              | Дж. Едгар Гувер              |
| 2014      | ф  |                                                | Just Before I Go                                           | Роулі Стенсфілд              |
| 2014      | ф  |                                                | Dragula                                                    | Генрі                        |
| 2014      | с  | Марон                                          | Maron                                                      | Роб Ріггл                    |
| 2014      | ф  | Мачо і ботан 2                                 | 22 Jump Street                                             | містер Уолтерс               |
| 2014      | ф  |                                                | The Pro                                                    | Боббі Уелч                   |
| 2014      | ф  | Фейкові копи                                   | Let's Be Cops                                              | офіцер Сігарс                |
| 2014      | ф  | Тупий та ще тупіший 2                          | Dumb and Dumber To                                         | Тревіс                       |
| 2014      | ф  | В пекло і назад                                | Hell & Back                                                | Курт                         |
| 2015      | ф  | Все як ти захочеш                              | Absolutely Anything                                        | Грант                        |
| 2015      | ф  | Повсталі мерці                                 | Dead Rising                                                | Френк Вест                   |
| 2017      | ф  | Емоджі Муві                                    | The Emoji Movie                                            | Некредитована голосова роль  |
| 2018      | ф  | Вечірня школа                                  | Night School                                               | Маккензі                     |
| 2018      | с  | Лижна академія Роба Ріґґла                     | Rob Riggle's Ski Master Academy                            | Роб Ріґґл                    |
| 2018      | мс | Епічні історії Капітана Підштаника             | The Epic Tales of Captain Underpants                       | Теодор «Тед» Мердслі (голос) |
| 2018      | мс | Супер шістка: серіал                           | Big Hero 6: The Series                                     | Грег Джек (голос)            |
| 2018      | с  | Наступний                                      | Джеймс Корден James Corden's Next James Corden             | Роб Ріґґл                    |
| 2018      | ф  | Опівнічне сонце                                | Midnight Sun                                               | Джек Прайс                   |
| 2018      | ф  | Статус: Update                                 | Status Update                                              | Деріл Мур                    |
| 2009—2019 | с  | Американський тато!                            | American Dad!                                              | різні ролі (озвучка)         |
| 2013—2019 | с  | Американська сімейка                           | Modern Family                                              | Гіл Торп                     |
| 2020      | мс |                                                | Hoops                                                      | Баррі Гопкінс (голос)        |
| 2018      | ф  | 12 мужніх                                      | 12 Strong                                                  | Підполковник Боверз          |
| 2020      | мс | Благословіть Гартів                            | Bless the Harts                                            | тренер Фоулер (голос)        |
| 2020—2021 | с  | Одноріг                                        | The Unicorn                                                | Трей                         |
| 2021      | мс | Велике місто Грінс                             | Big City Greens                                            | Community Dan (голос)        |
| 2018—2021 | мс | Фенсі Ненсі                                    | Fancy Nancy                                                | Дуг Кленсі (голос)           |
| 2020      | ф  | Війна з дідусем                                | The War with Grandpa                                       | Артур                        |
| 2023      | ф  | Бродяги                                        | Strays                                                     | Рольф                        |